# Debra Marshall
Debra Gale Marshall (Tuscaloosa (Alabama), 2 maart 1960) is een Amerikaans actrice, voormalig professioneel worstelaarster en manager.

## In worstelen
- Afwerking en kenmerkende bewegingen
  - DDT
  - Hair-pull snapmare
  - Jawbreaker
  - Low blow
  - Slap
  - Sleeper hold

- Managers
  - Chyna
  - The Kat

- Worstelaars managed
  - Stone Cold Steve Austin
  - Ric Flair
  - Eddie Guerrero
  - Owen Hart
  - Jeff Jarrett
  - Dean Malenko
  - Steve McMichael
  - The Rock
  - Alex Wright
  - Chyna
  - D'Lo Brown

## Kampioenschappen en prestaties
- Pro Wrestling Illustrated
  - PWI Manager of the Year (1999)
  - PWI Woman of the Year (1999)

- World Wrestling Federation
  - WWF Women's Championship (1 keer)